# Highwayman
«Highwayman» — песня, написанная американским автором-композитором Джимми Уэббом. Сюжет рассказывает о судьбе существовавших в разное время четырёх людей — разбойника, моряка, строителя дамбы Гувера и капитана звёздного корабля. Впервые песня была выпущена её автором в альбоме El Mirage в мае 1977 года. В следующем году Глен Кэмпбелл записал свою версию и выпустил с одноименным альбомом в 1979 году. В 1985 году композиция вдохновила только собранную Джонни Кэшем кантри-супергруппу. В неё вошёл сам Кэш, а также Вилли Нельсон, Уэйлон Дженнингз и Крис Кристофферсон. «Highwayman» стала первой композицией новоиспечённого коллектива и первой большой удачей: дебютный альбом получил «платиновый» статус, а заглавная песня попала на первую строчку чарта «Billboard Hot Country Songs». Хит продержался на позиции 20 недель. Благодаря такому прорыву автор «Highwayman» в 1986 году получил Грэмми в номинации «Лучшая кантри-песня». В 1996 году Уэбб записывает песню снова и выпускает на «Ten Easy Pieces», включает ещё одну версию в «Live and at Large» 2007 года и последнюю (уже в дуэте с Марком Нопфлером) — в альбом Just Across the River в 2010 году.

## Версия Джимми Уэбба
Согласно словам Джимми Уэбба, он написал «Highwayman», будучи в Лондоне. То был заключающий этап работы над El Mirage. В один из тех дней как-то вечером изрядно выпивший со своим другом Гарри Нилссоном Джимми возвращался домой. Зайдя внутрь, он сразу же пошёл спать. Тогда к нему пришел «невероятно отчетливый и яркий сон»:
«Помню, я ехал верхом по какой-то просёлочной дороге, весь в поту. Из чувств — только страх. За мной гналась полиция, так и норовившая подстрелить меня. Все было так реалистично, чёрт возьми! Тут я проснулся и сел на кровать. Даже ни секунды не раздумывая, я встал и побежал к пианино и начал играть ту самую мелодию, что, в конечном итоге, и была записана. Через пару часов, первый куплет был готов».
Ведомый музыкой и словами Уэбб начал постепенно осознавать, что центральный образ (образ разбойника) бессмертен: прожив свою жизнь, дух реинкарнируется и переселяется в другое тело. Эту идею поддерживают оставшиеся три куплета песни «Highwayman»: дух разбойника вселяется в моряка, дальше — в строителя плотины, а в конце — в пилота звездолёта, стремившегося облететь весь мир и его пределы.
Бытует мнение, что, работая над песней, автор руководствовался историей жизни реального разбойника Джонатана Уайлда. Что касается остальных персонажей, то, например, образ строителя появился в песне в качестве памяти о погибших, возводивших плотину Гувера в Неваде.

## Версия Глена Кэмпбелла
К Кэмпбеллу песня попала через самого автора: Джимми принес «Highwayman» к «Королю Кантри» прямо в Capitol Records, где последний записывался в то время. Произошло это в 1978 году. К счастью или нет, студия не приняла песню в ее изначальном виде. Дело было в аранжировке: больше всего Capitol Records хотели получить для нее стиль The Knack (американская поп-группа Новой волны, чей сингл 1979 года «My Sharona» стал большим хитом во многих странах мира — прим. пер.). Поскольку это решение означало уклон в совершенно иное направление, Кэмпбелл был против. Последней каплей в этой истории стало отклонение студией запроса Глена выпустить «Highwayman» синглом. В конечном итоге, певец распрощался с Capitol, не желая в дальнейшем мириться с подобными требованиями, хоть и мог продолжать работать (по контракту у Кэмпбелла было право на запись еще трех альбомов). Тем не менее, песня была записана. Альбом Highwayman вышел в 1979 году.

## Версия The Highwaymen
Как-то в 1984 году к Джонни Кэшу в студию наведался Глен Кэмпбелл. В тот момент Джон работал с Вилли, Уэйлоном и Крисом над их совместным дебютным альбомом и, кажется, как раз был в поисках заветного хита, способного зацепить аудиторию. Примечательно, что Дженнингз раньше слышал принесенную Гленом песню, но тогда, по его собственным словам, «смысла не уловил». Вскоре в процесс включился Марти Стюарт (Marty Stuart) и проиграл Кэшу, Кристофферсону, Нельсону и Дженнингзу «Highwayman» еще раз, настаивая на подходящем для их всех варианте; четыре куплета, четыре персонажа, четыре музыканта. Последнее слово было за Кэмпбеллом: ему наконец удалось убедить музыкантов сделать этот судьбоносный шаг. Более того, выгода была и в другом: наметилось название для супергруппы! Видимо, песня и предложения исполнить ее так приелись, что решили и вовсе не покидать коллектив.
Куплеты песни члены команды разобрали моментально. Позже Уэбб на это скажет: «Уж не знаю, как они там порешали, какая часть за кем будет, знаю лишь, что приберечь Джонни для последнего куплета сам Бог велел!».
Версия «Highwayman» от The Highwaymen по сей день остается самым известным кавером песни Джимми Уэбба. 18 мая 1985 года она достигла 1-й позиции в «Billboard Hot Country Songs» и удерживала ее на протяжении 20 недель. В конце 85-го «Highwayman» начала регулярно появляться в ротации ведущих радиостанций.

## Остальные каверы на «Highwayman»
- 1986 год — ирландцы Makem And Clancy представили свою версию хита в альбоме We’ve Come a Long Way;

- 1993 год — норвежец Финн Калвик записал «Highwayman», выпустив ее под именем «Fredløs»;

- 2000 год — финский певец Пате Мустаярви исполнил песню на родном языке. Получившийся кавер можно найти в альбоме Ukkometso;

- 2011 год — группа Arbouretum включила «Highwayman» в альбом The Gathering;

- 2012 год — канадский коллектив Walk off the Earth сделали кавер и поместили его в альбом Vol 1.;

- 2013 год — фолк-музыкант Джейк Смит (также известен как The White Buffalo) записал свою версию главной песни The Highwaymen;

- 2014 год — хэви-метал группа Iced Earth также не оставили без внимания «Highwayman». Их версия попала в альбом Plagues of Babylon. Коллектив поддержал идею The Highwaymen, задействовав четырех разных певцов для исполнения.
- 2016 год — шведская готик-метал-группа Beseech включила кавер в альбом My Darkness, Darkness

## Места в чартах
| Чарт                                   | № позиции |
| -------------------------------------- | --------- |
| U.S. Billboard Hot Country Singles     | 1         |
| Canadian RPM Country Tracks            | 1         |
| Canadian RPM Adult Contemporary Tracks | 19        |